# Episodi di New York New York (prima stagione)
La prima stagione della serie televisiva New York New York è andata in onda negli Stati Uniti dal 25 marzo al 29 aprile 1982 sulla rete CBS. In Italia è stata trasmessa su Italia 1 nel 1983.
| nº | Titolo originale              | Titolo italiano              | Prima TV USA   | Prima TV Italia |
| -- | ----------------------------- | ---------------------------- | -------------- | --------------- |
| 1  | You Call These Plain Clothes? | Siamo tipi adatti?           | 25 marzo 1982  |                 |
| 2  | Pop used to work Chinatown    | Papà torna a Chinatown       | 1º aprile 1982 |                 |
| 3  | Beyond the Golden door        | Al di là della clandestinità | 8 aprile 1982  |                 |
| 4  | Street scene                  | Le vie della metropoli       | 15 aprile 1982 |                 |
| 5  | Suffer the children           | Infanzia metropolitana       | 22 aprile 1982 |                 |
| 6  | Better Than Equal             | La donna conservatrice       | 29 aprile 1982 |                 |

## Siamo tipi adatti?
- Titolo originale: You call this plain clothes?
- Diretto da: Georg Stanford Brown
- Scritto da: Barbara Avedon e Barbara Corday

### Trama
“Sono un poliziotto, un detective e ora voglio dimostrare tutte le mia capacità!”
Le agenti Mary Beth Lacey e Chris Cagney agiscono sotto copertura come prostitute sui marciapiedi di New York. Chris Cagney, dal carattere più determinato ed ambizioso della collega, in particolare è esasperata dalle discriminazioni continue che subisce in distretto dai colleghi maschi, sempre pronti a sbeffeggiarle in modo sarcastico, a partire dal suo superiore, il tenente Bert Samuels che affida loro solo casi di scarso rilievo. L'arresto di un piccolo spacciatore rappresenta per Chris l'occasione ideale per cercare di sgominare un grosso giro di droga, ma la più prudente Mary Beth, oltre che detective, anche moglie e madre, la invita a non prenderla sul personale e ad evitare di fare di testa sua. Ben presto Samuels affida loro il caso di un maniaco che uccide brutalmente giovani prostitute cattoliche.

## Papà torna a Chinatown
- Titolo originale: Pop used to work Chinatown
- Diretto da: Georg Stanford Brown
- Scritto da: Brian McKay

### Trama
Charlie Fitzgerald Cagney, ex agente di polizia ora in pensione, nonché padre di Chris, decide di aiutare la figlia nelle indagini relative ad una rapina ad una banca di Chinatown, quartiere che conosce benissimo e le cui strade ha pattugliato per diversi anni in servizio. Nonostante il parere contrario di Chris con cui ha anche un accesso diverbio, Charlie decide comunque di collaborare. Le informazioni da lui raccolte saranno decisive nella soluzione del caso. Harvey, marito di Mary Beth, festeggia con la moglie, perché può finalmente tornare a lavorare in un cantiere edile su un grattacielo. La gioia però dura per poco. Mary Beth va in crisi perché scopre che è stata la sua pistola ad uccidere l'autista della vettura dei rapinatori in fuga.

## Al di là della clandestinità
- Titolo originale: Beyond the Golden door
- Diretto da: Reza Badiyi
- Scritto da: Marshall Goldberg

### Trama
“Cagney, scusami tanto, ma non passeresti mai per una puertoricana!”
Lacey deve infiltrarsi come operaia in una fabbrica per smascherare un grosso e pericoloso traffico di immigrati clandestini. Correrà grossi rischi. Al caso è interessata anche la polizia federale che vorrebbe l'esclusiva. Cagney, soprattutto per tutelare alcune informatrici della polizia, immigrate clandestine che sarebbero subito rispedite al loro paese d'origine, deve scendere a compromessi con l'ambizioso agente federale Blaine Stewart, pronto a eseguire un rastrellamento improvviso che potrebbe mandare all'aria le indagini. Sempre Cagney si scopre gelosa alla notizia che il padre, da diversi anni vedovo, ha iniziato a frequentare un'altra donna che Chris rifiuta di conoscere. Harvey, ancora a casa senza lavoro, è alle prese con un piccolo vicino di casa, Eddie, e il suo piccione rimasto intrappolato in una grondaia.

## Le vie della metropoli
- Titolo originale: Street scene
- Diretto da: Ray Danton
- Scritto da: Claudia Adams

### Trama
"Io so che mio fratello è innocente e il signor Polaski colpevole ma il sistema lo libererà. Di che vi preoccupate?"
L'anziano signor Polaski, esasperato dalle continue molestie subite da una banda di teppisti, spara ad un ragazzo della gang ferendolo gravemente. Lacey teme che i suoi pregiudizi possano condizionarla nelle indagini impedendole di essere completamente lucida e obiettiva: è convinta infatti dell'innocenza di Polaski. Inoltre deve affrontare un'inaspettata crisi di gelosia, complice l'avvenente vicina di casa che richiede ripetuti interventi di manutenzione nel suo appartamento al marito Harvey, in quanto sovrintendente del palazzo. Cagney scopre che il collega Petrie ha organizzato un party per la moglie incinta, senza invitare né lei né Mary Beth. Infastidita dall'episodio, decide comunque di presentarsi lo stesso a casa di Petrie con la collega.

## Infanzia metropolitana
- Titolo originale: Suffer the children
- Diretto da: Ray Danton
- Scritto da: Paul L. Ehrmann

### Trama
“Manca una bambina!”
Mary Beth salva una bambina che si trova su un cornicione di un palazzo al 14º piano di altezza. La piccola si chiama Angela e presenta diversi lividi sulle braccia. Grazie alla pubblicazione della foto di Angela sulla prima pagina dei giornali, le due agenti risalgono ai coniugi Dawes cui riportano la figlia. Dopo aver incontrato i genitori di Angela, Mary Beth rimane perplessa, soprattutto dallo strano silenzio della madre. Il suo istinto materno le fa capire che qualcosa in quella famiglia non va. I suoi sospetti diventano certezze quando scopre che i figli dei Dawes sono quattro e non tre come hanno fatto loro credere: si sono perse le tracce della figlia maggiore che la madre dice essere stata affidata, per problemi economici, ad una famiglia benestante. Mary Beth teme un caso di maltrattamento di minori. Chris inizia a frequentare l'affascinante avvocato Arthur Barret, salvo poi scoprire che l'uomo è sposato.

## La donna conservatrice
- Titolo originale: Better than equal
- Diretto da: Ray Danton
- Scritto da: Bud Freeman

### Trama
“Ogni donna ha diritto di essere moglie e madre a tempo pieno senza dover esser costretta a lavorare fuori casa.”
Helen Granger, esponente di spicco del movimento anti femminista, è in visita a New York. Da alcune settimane è oggetto di minacce telefoniche a carattere osceno da parte di uno sconosciuto. Cagney e Lacey sono incaricate della sua protezione, ma Helen poco apprezza la loro presenza, alla luce anche delle sue idee conservatrici sul ruolo delle donne nella società. Quando Mary Beth e Chris si lasciano scappare il maniaco, Helen, sempre sprezzante e arrogante nei loro confronti, le accusa di incompetenza. Mary Beth è anche alle prese con il suo dodicesimo anniversario di matrimonio e non sa cosa regalare al marito Harvey per l'occasione.